# Clasificación para el Campeonato Europeo Femenino Sub-19 de la UEFA 2019
La Clasificación para el Campeonato Europeo Femenino Sub-19 de la UEFA 2019 es una fase de competición femenina de fútbol sub-19 que determinará los siete equipos que se unirán a Escocia, el anfitrión calificado automáticamente, en el torneo final de Campeonato Femenino Sub-19 de la UEFA 2019.
Además de Escocia, 50 de las 54 selecciones nacionales restantes de la UEFA ingresaron a la competencia clasificatoria.
Las jugadoras nacidas a partir del 1 de enero de 2000 son elegibles para participar. A partir de esta temporada, se permiten hasta cinco sustituciones por equipo en cada partido.

## Primera Fase de Clasificación
Cuarenta y ocho equipos participarán de esta ronda. Habrá doce grupos de cuatro equipos cada uno. Los doce primeros y segundos lugares de cada grupo avanzarán a la segunda fase de clasificación, con un total de 24 selecciones. La fase final del torneo, estará compuesta por ocho conjuntos. Escocia pasa directamente a la etapa final por ser la anfitriona.
Clasificadas directamente para la segunda ronda de clasificación: España y Francia, por tener mejor coeficiente.
El sorteo se realizó el 24 de noviembre de 2017 en Nyon, Suiza.

### Grupo 1
País anfitrión: Croacia
| Equipo     | Pts | PJ | PG | PE | PP | GF | GC | Dif |
| ---------- | --- | -- | -- | -- | -- | -- | -- | --- |
| Inglaterra | 9   | 3  | 3  | 0  | 0  | 21 | 0  | +21 |
| Eslovaquia | 6   | 3  | 2  | 0  | 1  | 12 | 5  | +7  |
| Malta      | 1   | 3  | 0  | 1  | 2  | 1  | 15 | -14 |
| Croacia    | 1   | 3  | 0  | 1  | 2  | 0  | 14 | -14 |

| 1 de octubre de 2018, 11:00 | Inglaterra                                                                                    | 9:0 (4:0) | Malta | SRC Trate, Nedelišće, Croacia |                        |
|                             | - Palmer 32', 45' - Morgan 38' - Naz 44', 74', 81' - Ravenscroft 62' - Rodgers 85' - Park 88' | Reporte   |       | Árbitra: Galiya Echeva        | Árbitra: Galiya Echeva |

| 1 de octubre de 2018, 15:30 | Croacia | 0:6 (0:2) | Eslovaquia                                                                           | Stadion NK Podravina, Ludbreg, Croacia |                        |
|                             |         | Reporte   | - 17' Bieliková - 18', 54' Bogorová - 65' Žemberyová - 75' Kaláberová - 78' Niňajová | Árbitra: Tess Olofsson                 | Árbitra: Tess Olofsson |

| 4 de octubre de 2018, 11:00 | Eslovaquia                                                                                                  | 6:1 (2:0) | Malta         | Stadion NK Podravina, Ludbreg, Croacia |                        |
|                             | - Žemberyová 27' - Lemešová 45+1' (pen.) - Kratochvílová 70' - Dianišková 75' - Niňajová 84' - Droppová 89' | Reporte   | - 81' Barbara | Árbitra: Tess Olofsson                 | Árbitra: Tess Olofsson |

| 4 de octubre de 2018, 15:30 | Inglaterra                                                                       | 8:0 (5:0) | Croacia | SRC Trate, Nedelišće, Croacia |                           |
|                             | - Palmer 10', 38' (pen.) - Park 24', 40', 47', 54' - Griffin 35' - Domingo 90+3' | Reporte   |         | Árbitra: Barbara Poxhofer     | Árbitra: Barbara Poxhofer |

| 7 de octubre de 2018, 11:00 | Eslovaquia | 0:4 (0:1) | Croacia                                                        | SRC Trate, Nedelišće, Croacia |                           |
|                             |            | Reporte   | - 2' Fitzgerald - 57' (a.g.) Lemešová - 75', 90+4' Ravenscroft | Árbitra: Barbara Poxhofer     | Árbitra: Barbara Poxhofer |

| 7 de octubre de 2018, 11:00 | Malta | 0:0     | Croacia | Stadion NK Podravina , Ludbreg, Croacia |                        |
|                             |       | Reporte |         | Árbitra: Galiya Echeva                  | Árbitra: Galiya Echeva |

### Grupo 2
País anfitrión: Turquía
| Equipo     | Pts | PJ | PG | PE | PP | GF | GC | Dif |
| ---------- | --- | -- | -- | -- | -- | -- | -- | --- |
| Suiza      | 9   | 3  | 3  | 0  | 0  | 17 | 0  | +17 |
| Turquía    | 6   | 3  | 2  | 0  | 1  | 5  | 6  | -1  |
| Chipre     | 3   | 3  | 1  | 0  | 2  | 2  | 6  | -4  |
| Azerbaiyán | 0   | 3  | 0  | 0  | 3  | 2  | 14 | -12 |

| 3 de octubre de 2018, 12:00 | Suiza                                                                                     | 9:0 (4:0) | Chipre | Complejo deportivo Arslan Zeki Demirci 2, Manavgat, Turquía |                          |
|                             | - Bischof 5' - Fölmli 6' - Enz 34' - Zaugg 43' - Waeber 51', 75', 77' - Messerli 65', 90' | Reporte   |        | Árbitra: Valentina Finzi                                    | Árbitra: Valentina Finzi |

| 3 de octubre de 2018, 15:30 | Azerbaiyán | 0:2 (0:1) | Turquía           | Complejo deportivo Arslan Zeki Demirci 1, Manavgat, Turquía |                        |
|                             |            | Reporte   | - 39', 62' Öztürk | Árbitra: Frida Nielsen                                      | Árbitra: Frida Nielsen |

| 6 de octubre de 2018, 12:00 | Suiza                         | 3:0 (0:0) | Azerbaiyán | Complejo deportivo Arslan Zeki Demirci 2, Manavgat, Turquía |                    |
|                             | - Waeber 50', 69' (pen.), 90' | Reporte   |            | Árbitra: Lois Otte                                          | Árbitra: Lois Otte |

| 6 de octubre de 2018, 15:30 | Turquía                                | 3:1 (2:0) | Chipre         | Complejo deportivo Arslan Zeki Demirci 1, Manavgat, Turquía |                        |
|                             | - İncik 32' - Sadıkoğlu 36' - Eren 87' | Reporte   | - 69' Antoniou | Árbitra: Frida Nielsen                                      | Árbitra: Frida Nielsen |

| 9 de octubre de 2018, 15:30 | Turquía | 0:5 (0:2) | Suiza                                           | Complejo deportivo Arslan Zeki Demirci 1, Manavgat, Turquía |                    |
|                             |         | Reporte   | - 15' Buser - 17', 64', 82' Fölmli - 84' Piubel | Árbitra: Lois Otte                                          | Árbitra: Lois Otte |

| 9 de octubre de 2018, 15:30 | Chipre         | 1:2 (1:2) | Azerbaiyán                          | Complejo deportivo Arslan Zeki Demirci 2, Manavgat, Turquía |                          |
|                             | - Antoniou 25' | Reporte   | - 34' Seyfatdinova - 35' Gurgenidze | Árbitra: Valentina Finzi                                    | Árbitra: Valentina Finzi |

### Grupo 3
País anfitrión: Suecia
| Equipo     | Pts | PJ | PG | PE | PP | GF | GC | Dif |
| ---------- | --- | -- | -- | -- | -- | -- | -- | --- |
| Eslovenia  | 9   | 3  | 3  | 0  | 0  | 16 | 0  | +16 |
| Suecia     | 6   | 3  | 2  | 0  | 1  | 8  | 2  | +6  |
| Israel     | 3   | 3  | 1  | 0  | 2  | 5  | 4  | +1  |
| Kazajistán | 0   | 3  | 0  | 0  | 3  | 1  | 24 | -23 |

| 3 de octubre de 2018, 14:00 | Israel | 0:1 (0:1) | Eslovenia            | Vejby IP, Vejbystrand, Suecia |                               |
|                             |        | Reporte   | - 33' (pen.) Korošec | Árbitra: Justina Lavrenovaitė | Árbitra: Justina Lavrenovaitė |

| 3 de octubre de 2018, 18:30 | Suecia                                                                                    | 6:0 (1:0) | Kazajistán | Estadio Harlyckans IP, Helsingborg, Suecia |                             |
|                             | - Kapocs 28', 54' - Orynbassarova 57' (a.g.) - Olsson 70' - Jontoft 87' - Klingwall 90+3' | Reporte   |            | Árbitra: Lizzy Van Der Helm                | Árbitra: Lizzy Van Der Helm |

| 6 de octubre de 2018, 14:00 | Suecia              | 2:1 (1:0) | Israel         | Vejby IP, Vejbystrand, Suecia |                         |
|                             | - Engström 21', 72' | Reporte   | - 53' Michaeli | Árbitra: Eleni Antoniou       | Árbitra: Eleni Antoniou |

| 6 de octubre de 2018, 14:00 | Eslovenia | 14:0 (5:0) | Kazajistán | Vittsjö IP, Vittsjö, Suecia   |                               |
|                             | - Makovec 7', 16' - Pintarič 24', 40', 49', 76', 80' - Mori 45+1', 47' - Milovič 51' - Vindišar 81', 90+1' - Potočnik 90' - Korošec 90+2' | Reporte    |            | Árbitra: Justina Lavrenovaitė | Árbitra: Justina Lavrenovaitė |

| 9 de octubre de 2018, 18:30 | Eslovenia     | 1:0 (0:0) | Suecia | Vittsjö IP, Vittsjö, Suecia |                         |
|                             | - Makovec 77' | Reporte   |        | Árbitra: Eleni Antoniou     | Árbitra: Eleni Antoniou |

| 9 de octubre de 2018, 18:30 | Kazajistán          | 1:4 (0:3) | Israel                                    | Estadio Harlyckans IP, Helsingborg, Suecia |                             |
|                             | - Orynbassarova 88' | Reporte   | - 5', 36' Revaha - 23' (pen.), 49' Elinav | Árbitra: Lizzy Van Der Helm                | Árbitra: Lizzy Van Der Helm |

### Grupo 4
País anfitrión: Bosnia y Herzegovina
| Equipo               | Pts | PJ | PG | PE | PP | GF | GC | Dif |
| -------------------- | --- | -- | -- | -- | -- | -- | -- | --- |
| Noruega              | 9   | 3  | 3  | 0  | 0  | 22 | 0  | +22 |
| República Checa      | 6   | 3  | 2  | 0  | 1  | 9  | 5  | +4  |
| Bosnia y Herzegovina | 3   | 3  | 1  | 0  | 2  | 1  | 12 | -11 |
| Georgia              | 0   | 3  | 0  | 0  | 3  | 0  | 15 | -15 |

| 2 de octubre de 2018, 15:00 | Noruega                                                                              | 7:0 (3:0) | Georgia | Novi Gradski Stadion, Ugljevik, Bosnia y Herzegovina |                           |
|                             | - Ildhusøy 3' - Sunde 14' - Jøsendal 25' - Rogde 49', 52' - Hørte 59' - Blakstad 87' | Reporte   |         | Árbitra: Rasa Imanalijeva                            | Árbitra: Rasa Imanalijeva |

| 2 de octubre de 2018, 15:00 | Bosnia y Herzegovina | 0:2 (0:0) | República Checa              | Stadium Etno Selo Stanisići, Bijeljina, Bosnia y Herzegovina |                       |
|                             |                      | Reporte   | - 66' Cvrčková - 79' Novotná | Árbitra: Reelika Turi                                        | Árbitra: Reelika Turi |

| 5 de octubre de 2018, 15:00 | Noruega                                                                                   | 10:0 (4:0) | Bosnia y Herzegovina | Stadium Etno Selo Stanisići, Bijeljina, Bosnia y Herzegovina |                       |
|                             | - Sunde 10', 77', 85' - Nygård 24', 35' - Blakstad 45' - Rogde 72', 76', 82' - Fornes 89' | Reporte    |                      | Árbitra: Ewa Augustyn                                        | Árbitra: Ewa Augustyn |

| 5 de octubre de 2018, 15:00 | República Checa                                                                                                 | 7:0 (5:0) | Georgia | Novi Gradski Stadion, Ugljevik, Bosnia y Herzegovina |                       |
|                             | - Krejčířová 9' - Pochmanová 10' - Cvrčková 14' - Dvořáková 36' - Illešová 39' - Komárková 49' - Sonntágová 58' | Reporte   |         | Árbitra: Reelika Turi                                | Árbitra: Reelika Turi |

| 8 de octubre de 2018, 15:00 | República Checa | 0:5 (0:4) | Noruega                                                                     | Stadium Etno Selo Stanisići, Bijeljina, Bosnia y Herzegovina |                       |
|                             |                 | Reporte   | - 14' (pen.) Sunde - 20' Bjelde - 23' Blakstad - 33' Ildhusøy - 82' Røsholm | Árbitra: Ewa Augustyn                                        | Árbitra: Ewa Augustyn |

| 8 de octubre de 2018, 15:00 | Georgia | 0:1 (0:1) | Bosnia y Herzegovina | Novi Gradski Stadion, Ugljevik, Bosnia y Herzegovina |                           |
|                             |         | Reporte   | - 42' Damjanović     | Árbitra: Rasa Imanalijeva                            | Árbitra: Rasa Imanalijeva |

### Grupo 5
País anfitrión: Hungría
| Equipo              | Pts | PJ | PG | PE | PP | GF | GC | Dif |
| ------------------- | --- | -- | -- | -- | -- | -- | -- | --- |
| Finlandia           | 9   | 3  | 3  | 0  | 0  | 19 | 0  | +19 |
| Hungría             | 6   | 3  | 2  | 0  | 1  | 15 | 7  | +8  |
| Macedonia del Norte | 3   | 3  | 1  | 0  | 2  | 4  | 15 | -11 |
| Moldavia            | 0   | 3  | 0  | 0  | 3  | 1  | 17 | -16 |

| 3 de octubre de 2018, 15:30 | Finlandia                                                                | 5:0 (3:0) | Macedonia del Norte | Városi Stadium, Nyíregyháza, Hungría |                      |
|                             | - Polozhani 2' (a.g.) - Tuominen 21', 42' - Siren 48' - Portaankorva 70' | Reporte   |                     | Árbitra: Triinu Laos                 | Árbitra: Triinu Laos |

| 3 de octubre de 2018, 15:30 | Moldavia | 0:6 (0:5) | Hungría                                                                        | Üllő Városi Sporttelep, Üllő, Hungría |                         |
|                             |          | Reporte   | - 17' Pusztai - 20', 45' Farkas - 24' (pen.) Kovács - 45+2' Pintye - 50' Bódai | Árbitra: Shona Shukrula               | Árbitra: Shona Shukrula |

| 6 de octubre de 2018, 15:30 | Finlandia                                                                                  | 7:0 (2:0) | Moldavia | Városi Stadium, Nyíregyháza, Hungría |                           |
|                             | - Portaankorva 18' - Kilponen 41' - Tuominen 52', 60' - Siren 64' (pen.), 74' - Mankki 86' | Reporte   |          | Árbitra: Hristiana Guteva            | Árbitra: Hristiana Guteva |

| 6 de octubre de 2018, 15:30 | Hungría                                                                                 | 9:0 (1:0) | Macedonia del Norte | Üllő Városi Sporttelep, Üllő, Hungría |                         |
|                             | - Bódai 45', 68', 79', 86', 90+1' - Farkas 52' - Kovács 57' - Vachter 64' - Pusztai 71' | Reporte   |                     | Árbitra: Shona Shukrula               | Árbitra: Shona Shukrula |

| 9 de octubre de 2018, 15:30 | Hungría | 0:7 (0:1) | Finlandia                                                                                       | Üllő Városi Sporttelep, Üllő, Hungría |                           |
|                             |         | Reporte   | - 1' Siponen - 48' Vuorinen - 69', 72' Tuominen - 79' Siren - 80' Portaankorva - 90+1' Leppioja | Árbitra: Hristiana Guteva             | Árbitra: Hristiana Guteva |

| 9 de octubre de 2018, 15:30 | Macedonia del Norte                         | 4:1 (2:1) | Moldavia        | Városi Stadium, Nyíregyháza, Hungría |                      |
|                             | - Dimoska 6', 23', 71' - Belistojanoska 70' | Reporte   | - 13' Terentiev | Árbitra: Triinu Laos                 | Árbitra: Triinu Laos |

### Grupo 6
País anfitrión: Liechtenstein
| Equipo        | Pts | PJ | PG | PE | PP | GF | GC | Dif |
| ------------- | --- | -- | -- | -- | -- | -- | -- | --- |
| Dinamarca     | 9   | 3  | 3  | 0  | 0  | 19 | 0  | +19 |
| Serbia        | 4   | 3  | 1  | 1  | 1  | 15 | 5  | +10 |
| Grecia        | 4   | 3  | 1  | 1  | 1  | 3  | 3  | 0   |
| Liechtenstein | 0   | 3  | 0  | 0  | 3  | 0  | 19 | -29 |

| 28 de agosto de 2018, 12:00 | Grecia | 0:0     | Serbia | Estadio Freizeitpark Widau, Ruggell, Liechtenstein |                            |
|                             |        | Reporte |        | Árbitra: Briet Bragadottir                         | Árbitra: Briet Bragadottir |

| 28 de agosto de 2018, 18:00 | Dinamarca | 11:0 (6:0) | Liechtenstein | Estadio Freizeitpark Widau, Ruggell, Liechtenstein |                            |
|                             | - Josefine Hasbo 9', 27', 45+1' - Olivia Møller Holdt 22' - Janni Thomsen 34' - Sofie Svava 39' - Vilja Dahl Pedersen 47', 54', 63' - Cecilie Johansen 57' - Dajan Hashemi 68' | Reporte    |               | Árbitra: Veronika Kovarova                         | Árbitra: Veronika Kovarova |

| 31 de agosto de 2018, 12:00 | Dinamarca                                        | 3:0 (0:0) | Grecia | Blumenau Stadium, Triesen, Liechtenstein |                     |
|                             | - Vilja Dahl Pedersen 47', 67' - Emma Snerle 85' | Reporte   |        | Árbitra: Laura Rapp                      | Árbitra: Laura Rapp |

| 31 de agosto de 2018, 18:00 | Serbia | 15:0 (5:0) | Liechtenstein | Blumenau Stadium, Triesen, Liechtenstein |                            |
|                             | - Andjela Krstić 8' - Ivana Trbojević 31', 47', 48', 71' - Ana Barjaktarović 39', 45+1' - Andjela Frajtović 41', 54' - Dunja Mostarac 58' - Nikolina Plavšić 62' - Jelena Maksimović 66', 90+3' - Sara Savanović 69' - Elena Lohner 73' (a.g.) | Reporte    |               | Árbitra: Briet Bragadottir               | Árbitra: Briet Bragadottir |

| 3 de septiembre de 2018, 18:00 | Serbia | 0:5 (0:1) | Dinamarca                                                                           | Sportpark Eschen-Mauren, Eschen, Liechtenstein |                     |
|                                |        | Reporte   | - 15' Dajan Hashemi - 70' Olivia Møller Holdt - 76', 84', 90+2' Vilja Dahl Pedersen | Árbitra: Laura Rapp                            | Árbitra: Laura Rapp |

| 3 de septiembre de 2018, 18:00 | Liechtenstein | 0:3 (0:0) | Grecia                                                             | Estadio Freizeitpark Widau, Ruggell, Liechtenstein |                            |
|                                |               | Reporte   | - 66' Grigoria Pouliou - 68' Eirini Gatoudi - 78' Dimitra Proxenou | Árbitra: Veronika Kovarova                         | Árbitra: Veronika Kovarova |

### Grupo 7
País anfitrión: Austria
| Equipo     | Pts | PJ | PG | PE | PP | GF | GC | Dif |
| ---------- | --- | -- | -- | -- | -- | -- | -- | --- |
| Austria    | 9   | 3  | 3  | 0  | 0  | 14 | 1  | +13 |
| Rusia      | 6   | 3  | 2  | 0  | 1  | 7  | 3  | +4  |
| Letonia    | 1   | 3  | 0  | 1  | 2  | 2  | 8  | -6  |
| Montenegro | 1   | 3  | 0  | 1  | 2  | 1  | 12 | -11 |

| 2 de octubre de 2018, 11:30 | Montenegro | 0:8 (0:5) | Austria                                                                                             | DANA Arena, Windischgarsten, Austria |                          |
|                             |            | Reporte   | - 3', 5' Brunnthaler - 9' Großgasteiger - 22', 55' Kolb - 28' (pen.), 90+4' Höbinger - 59' Bereuter | Árbitra: Catarina Campos             | Árbitra: Catarina Campos |

| 2 de octubre de 2018, 18:30 | Rusia                                                             | 4:0 (4:0) | Letonia | Huber Arena, Wels, Austria |                       |
|                             | - Dergousova 10' - Brigmane 15' (a.g.) - Organova 20' (pen.), 29' | Reporte   |         | Árbitra: Rachel Cohen      | Árbitra: Rachel Cohen |

| 5 de octubre de 2018, 11:30 | Rusia                                | 3:0 (1:0) | Montenegro | DANA Arena, Windischgarsten, Austria |                           |
|                             | - Dergousova 23', 81' - Organova 58' | Reporte   |            | Árbitra: Ivana Projkovska            | Árbitra: Ivana Projkovska |

| 5 de octubre de 2018, 18:30 | Austria                                         | 3:1 (2:1) | Letonia        | Huber Arena, Wels, Austria |                          |
|                             | - Höbinger 8' (pen.), 90+7' - Großgasteiger 23' | Reporte   | - 30' Krasnova | Árbitra: Catarina Campos   | Árbitra: Catarina Campos |

| 8 de octubre de 2018, 16:00 | Austria                                 | 3:0 (1:0) | Rusia | Huber Arena, Wels, Austria |                           |
|                             | - Degen 44' - Dordic 60' - Plattner 66' | Reporte   |       | Árbitra: Ivana Projkovska  | Árbitra: Ivana Projkovska |

| 8 de octubre de 2018, 16:00 | Letonia       | 1:1 (0:0) | Montenegro                 | DANA Arena, Windischgarsten, Austria |                       |
|                             | - Miksone 59' | Reporte   | - 90+2' (pen.) Vujadinović | Árbitra: Rachel Cohen                | Árbitra: Rachel Cohen |

### Grupo 8
País anfitrión: Lituania
| Equipo      | Pts | PJ | PG | PE | PP | GF | GC | Dif |
| ----------- | --- | -- | -- | -- | -- | -- | -- | --- |
| Irlanda     | 9   | 3  | 3  | 0  | 0  | 13 | 0  | +13 |
| Ucrania     | 6   | 3  | 2  | 0  | 1  | 6  | 3  | +3  |
| Lituania    | 3   | 3  | 1  | 0  | 2  | 1  | 9  | -8  |
| Islas Feroe | 0   | 3  | 0  | 0  | 3  | 0  | 8  | -8  |

| 2 de octubre de 2018, 14:00 | Islas Feroe | 0:4 (0:4) | Ucrania                                       | Stadium of Marijampolė, Marijampolė, Lituania |                            |
|                             |             | Reporte   | - 2' Semenyuk - 14', 44' Bilokur - 19' Lukach | Árbitra: Veronika Kovarova                    | Árbitra: Veronika Kovarova |

| 2 de octubre de 2018, 17:00 | Irlanda                                                                                | 7:0 (3:0) | Lituania | Alytus Stadium, Alytus, Lituania |                            |
|                             | - Payne 31', 50' - McEvoy 38' - Atkinson 42' - Ruddy 46' - Singleton 65' - McManus 86' | Reporte   |          | Árbitra: Ruzanna Petrosyan       | Árbitra: Ruzanna Petrosyan |

| 5 de octubre de 2018, 14:00 | Irlanda                                  | 3:0 (1:0) | Islas Feroe | Stadium of Marijampolė, Marijampolė, Lituania |                              |
|                             | - Singleton 25' - Payne 70' - McEvoy 75' | Reporte   |             | Árbitra: Elvira Nurmustafina                  | Árbitra: Elvira Nurmustafina |

| 5 de octubre de 2018, 17:00 | Ucrania                      | 2:0 (1:0) | Lituania | Alytus Stadium, Alytus, Lituania |                            |
|                             | - Nikitiuk 8' - Semenyuk 60' | Reporte   |          | Árbitra: Veronika Kovarova       | Árbitra: Veronika Kovarova |

| 8 de octubre de 2018, 15:00 | Ucrania | 0:3 (0:1) | Irlanda                               | Stadium of Marijampolė, Marijampolė, Lituania |                              |
|                             |         | Reporte   | - Lobato 12' - McEvoy 80' - Ruddy 87' | Árbitra: Elvira Nurmustafina                  | Árbitra: Elvira Nurmustafina |

| 8 de octubre de 2018, 15:00 | Lituania          | 1:0 (1:0) | Islas Feroe | Alytus Stadium, Alytus, Lituania |                            |
|                             | - Kurapatkina 37' | Reporte   |             | Árbitra: Ruzanna Petrosyan       | Árbitra: Ruzanna Petrosyan |

### Grupo 9
País anfitrión: Irlanda del Norte
| Equipo            | Pts | PJ | PG | PE | PP | GF | GC | Dif |
| ----------------- | --- | -- | -- | -- | -- | -- | -- | --- |
| Alemania          | 9   | 3  | 3  | 0  | 0  | 34 | 0  | +34 |
| Irlanda del Norte | 4   | 3  | 1  | 1  | 1  | 7  | 8  | -1  |
| Kosovo            | 4   | 3  | 1  | 1  | 1  | 5  | 7  | -2  |
| Estonia           | 0   | 3  | 0  | 0  | 3  | 2  | 33 | -31 |

| 2 de octubre de 2018, 15:00 | Alemania                                                                | 6:0 (1:0) | Kosovo | Stangmore Park, Dungannon, Irlanda del Norte |                               |
|                             | - Krumbiegel 34' - Kössler 47', 61' - Nüsken 48' - Wieder 55' - Cal 71' | Reporte   |        | Árbitra: Andromachi Tsiofliki                | Árbitra: Andromachi Tsiofliki |

| 2 de octubre de 2018, 20:00 | Estonia      | 1:7 (1:3) | Irlanda del Norte                                                                        | Shamrock Park, Portadown, Irlanda del Norte |                           |
|                             | - Šilina 22' | Reporte   | - 16' Deane - 38', 87' Collighan - 56' Bell - 68' Burrows - 70' McDaniel - 90+3' Canavan | Árbitra: Zuzana Valentová                   | Árbitra: Zuzana Valentová |

| 5 de octubre de 2018, 15:00 | Alemania | 21:0 (10:0) | Estonia | Stangmore Park, Dungannon, Irlanda del Norte |                        |
|                             | - Chmielinski 8', 22', 55' - Schmidt 10' - Nüsken 13', 20', 24', 39', 59', 64' - Anyomi 15' - Krumbiegel 35', 44' - Müller 60' - Kössler 62' - Meyer 75' - Ebert 78', 80', 84', 90+1' - Uebach 83' | Reporte     |         | Árbitra: Maria Marotta                       | Árbitra: Maria Marotta |

| 5 de octubre de 2018, 20:00 | Irlanda del Norte | 0:0     | Kosovo | Shamrock Park, Portadown, Irlanda del Norte |                           |
|                             |                   | Reporte |        | Árbitra: Zuzana Valentová                   | Árbitra: Zuzana Valentová |

| 8 de octubre de 2018, 14:00 | Irlanda del Norte | 0:7 (0:4) | Alemania                                                        | Shamrock Park, Portadown, Irlanda del Norte |                        |
|                             |                   | Reporte   | - 9', 50' Krumbiegel - 15', 31', 90+3' Nüsken - 18', 80' Müller | Árbitra: Maria Marotta                      | Árbitra: Maria Marotta |

| 8 de octubre de 2018, 14:00 | Kosovo                                                         | 5:1 (3:1) | Estonia     | The Showgrounds, Coleraine, Irlanda del Norte |                               |
|                             | - Aslanaj 12', 66' - Talts 24' (a.g.) - Musaj 42' - Biqkaj 76' | Reporte   | - 18' Satsi | Árbitra: Andromachi Tsiofliki                 | Árbitra: Andromachi Tsiofliki |

### Grupo 10
País anfitrión: Holanda
| Equipo       | Pts | PJ | PG | PE | PP | GF | GC | Dif |
| ------------ | --- | -- | -- | -- | -- | -- | -- | --- |
| Países Bajos | 9   | 3  | 3  | 0  | 0  | 19 | 0  | +19 |
| Polonia      | 6   | 3  | 2  | 0  | 1  | 3  | 3  | 0   |
| Albania      | 3   | 3  | 1  | 0  | 2  | 3  | 14 | -11 |
| Bielorrusia  | 0   | 3  | 0  | 0  | 3  | 1  | 9  | -8  |

| 3 de octubre de 2018, 15:00 | Bielorrusia | 0:2 (0:0) | Polonia                  | Sportpark Zuid, Groesbeek, Países Bajos |                             |
|                             |             | Reporte   | - 69' Sirant - 78' Tylak | Árbitra: Irena Velevačkoska             | Árbitra: Irena Velevačkoska |

| 3 de octubre de 2018, 19:00 | Países Bajos | 12:0 (2:0) | Albania | Sportpark Parkzicht, Uden, Países Bajos |                        |
|                             | - Casparij 43', 52', 55' - Leuchter 45+1', 49', 51', 84' - Hilhorst 54' - Carleer 61' - Grant 63' - van de Westeringh 81' - Agalliu 90+3' (a.g.) | Reporte    |         | Árbitra: Emilie Dokset                  | Árbitra: Emilie Dokset |

| 6 de octubre de 2018, 12:00 | Polonia       | 1:0 (0:0) | Albania | Sportpark Parkzicht, Uden, Países Bajos |                             |
|                             | - Tylak 90+3' | Reporte   |         | Árbitra: Irena Velevačkoska             | Árbitra: Irena Velevačkoska |

| 6 de octubre de 2018, 16:00 | Países Bajos                                                             | 4:0 (2:0) | Bielorrusia | Sportpark Zuid, Groesbeek, Países Bajos |                              |
|                             | - Doorn 21' - van de Westeringh 31' - Geraedts 72' - Leuchter 83' (pen.) | Reporte   |             | Árbitra: Marta Huerta De Aza            | Árbitra: Marta Huerta De Aza |

| 9 de octubre de 2018, 19:00 | Polonia | 0:3 (0:2) | Países Bajos                         | Sportpark Parkzicht, Uden, Países Bajos |                              |
|                             |         | Reporte   | - 7' Wilms - 9' Smits - 88' Casparij | Árbitra: Marta Huerta De Aza            | Árbitra: Marta Huerta De Aza |

| 9 de octubre de 2018, 19:00 | Albania                                      | 3:1 (2:1) | Bielorrusia   | Sportpark Zuid, Groesbeek, Países Bajos |                        |
|                             | - Lufo 5' - Begallo 42' (pen.) - Halilaj 55' | Reporte   | - 8' Olkhovik | Árbitra: Emilie Dokset                  | Árbitra: Emilie Dokset |

### Grupo 11
País anfitrión: Bulgaria
| Equipo   | Pts | PJ | PG | PE | PP | GF | GC | Dif |
| -------- | --- | -- | -- | -- | -- | -- | -- | --- |
| Italia   | 9   | 3  | 3  | 0  | 0  | 9  | 0  | +9  |
| Portugal | 4   | 3  | 1  | 1  | 1  | 4  | 3  | +1  |
| Bulgaria | 4   | 3  | 1  | 1  | 1  | 3  | 6  | -3  |
| Rumania  | 0   | 3  | 0  | 0  | 3  | 0  | 7  | -7  |

| 1 de octubre de 2018, 14:00 | Rumania | 0:2 (0:0) | Portugal                     | Stadium Albena 1, Albena, Bulgaria |                         |
|                             |         | Reporte   | - 53' Encarnação - 68' Teles | Árbitra: Viola Raudziņa            | Árbitra: Viola Raudziņa |

| 1 de octubre de 2018, 14:30 | Italia                                                  | 4:0 (2:0) | Bulgaria | Balchik Stadium, Balchik, Bulgaria |                          |
|                             | - Polli 34' - Bellucci 45+4' (pen.), 55' - Devoto 90+2' | Reporte   |          | Árbitra: Nelli Stepanyan           | Árbitra: Nelli Stepanyan |

| 4 de octubre de 2018, 14:00 | Italia                                           | 4:0 (0:0) | Rumania | Stadium Albena 1, Albena, Bulgaria |                        |
|                             | - Bellucci 60', 85' - Greggi 71' - Ripamonti 80' | Reporte   |         | Árbitra: Rebecca Welch             | Árbitra: Rebecca Welch |

| 4 de octubre de 2018, 14:30 | Portugal                     | 2:2 (2:1) | Bulgaria              | Balchik Stadium, Balchik, Bulgaria |                         |
|                             | - Araújo 9' - Encarnação 41' | Reporte   | - 16', 75' Dormushali | Árbitra: Viola Raudziņa            | Árbitra: Viola Raudziņa |

| 7 de octubre de 2018, 14:00 | Portugal | 0:1 (0:0) | Italia        | Stadium Albena 1, Albena, Bulgaria |                        |
|                             |          | Reporte   | - Puglisi 58' | Árbitra: Rebecca Welch             | Árbitra: Rebecca Welch |

| 7 de octubre de 2018, 14:00 | Bulgaria          | 1:0 (1:0) | Rumania | Balchik Stadium, Balchik, Bulgaria |                          |
|                             | - Naydenova 45+1' | Reporte   |         | Árbitra: Nelli Stepanyan           | Árbitra: Nelli Stepanyan |

### Grupo 12
País anfitrión: Armenia
| Equipo   | Pts | PJ | PG | PE | PP | GF | GC | Dif |
| -------- | --- | -- | -- | -- | -- | -- | -- | --- |
| Islandia | 9   | 3  | 3  | 0  | 0  | 11 | 2  | +9  |
| Bélgica  | 6   | 3  | 2  | 0  | 1  | 9  | 6  | +3  |
| Gales    | 3   | 3  | 1  | 0  | 2  | 8  | 5  | +3  |
| Armenia  | 0   | 3  | 0  | 0  | 3  | 0  | 15 | -15 |

| 2 de octubre de 2018, 10:00 | Bélgica                                            | 5:0 (2:0) | Armenia | FFA Academy Stadium, Ereván, Armenia |                         |
|                             | - Buabadi 33', 50' - Dhondt 45+2', 81' - Geers 79' | Reporte   |         | Árbitra: Victoria Beyer              | Árbitra: Victoria Beyer |

| 2 de octubre de 2018, 15:00 | Gales         | 1:2 (0:0) | Islandia                               | FFA Academy Stadium, Ereván, Armenia |                        |
|                             | - Sibanda 59' | Reporte   | - 54' Eiríksdóttir - 58' Jóhannsdóttir | Árbitra: Lucie Šulcová               | Árbitra: Lucie Šulcová |

| 5 de octubre de 2018, 10:00 | Islandia                                                         | 4:0 (1:0) | Armenia | FFA Academy Stadium, Ereván, Armenia |                        |
|                             | - Ásþórsdóttir 39', 79' - Vilhjálmsdóttir 48' - Einarsdóttir 70' | Reporte   |         | Árbitra: Lucie Šulcová               | Árbitra: Lucie Šulcová |

| 5 de octubre de 2018, 15:00 | Bélgica                                 | 3:1 (3:1) | Gales                   | FFA Academy Stadium, Ereván, Armenia |                               |
|                             | - Dhondt 2' - Petry 18' - De Groote 43' | Reporte   | - 25' (a.g.) Vanaenrode | Árbitra: Graziella Pirriatore        | Árbitra: Graziella Pirriatore |

| 8 de octubre de 2018, 12:00 | Islandia                                                                                    | 5:1 (1:0) | Bélgica        | Banants Stadium, Ereván, Armenia |                               |
|                             | - Eiríksdóttir 19', 55' - Brackman 47' (a.g.) - Jóhannsdóttir 70' (pen.) - Jónsdóttir 90+1' | Reporte   | - 90+4' Dhondt | Árbitra: Graziella Pirriatore    | Árbitra: Graziella Pirriatore |

| 8 de octubre de 2018, 12:00 | Armenia | 0:6 (0:2) | Gales                                                                                | FFA Academy Stadium, Ereván, Armenia |                         |
|                             |         | Reporte   | - 29' Horrell - 45' (pen.) Hughes - 50' Jones - 53' Powell - 67' Pike - 90+5' Hughes | Árbitra: Victoria Beyer              | Árbitra: Victoria Beyer |

### Ranking de los mejores terceros
Los dos mejores terceros de la primera fase clasificaron a la Ronda Elite. Solo se tienen en cuenta los resultados de los equipos ubicados en tercer lugar frente a los equipos primero y segundo de su grupo. Clasificaron Grecia y Bulgaria
| Grupo | Equipo               | PJ | PG | PE | PP | GF | GC | DG  | Pts |
| ----- | -------------------- | -- | -- | -- | -- | -- | -- | --- | --- |
| 6     | Grecia               | 2  | 0  | 1  | 1  | 0  | 3  | -3  | 1   |
| 11    | Bulgaria             | 2  | 0  | 1  | 1  | 2  | 6  | -4  | 1   |
| 9     | Kosovo               | 2  | 0  | 1  | 1  | 0  | 6  | -6  | 1   |
| 3     | Israel               | 2  | 0  | 0  | 2  | 1  | 3  | -2  | 0   |
| 12    | Gales                | 2  | 0  | 0  | 2  | 2  | 5  | -3  | 0   |
| 2     | Azerbaiyán           | 2  | 0  | 0  | 2  | 0  | 5  | -5  | 0   |
| 7     | Letonia              | 2  | 0  | 0  | 2  | 1  | 7  | -6  | 0   |
| 8     | Lituania             | 2  | 0  | 0  | 2  | 0  | 9  | -9  | 0   |
| 4     | Bosnia y Herzegovina | 2  | 0  | 0  | 2  | 0  | 12 | -12 | 0   |
| 10    | Albania              | 2  | 0  | 0  | 2  | 0  | 13 | -13 | 0   |
| 1     | Malta                | 2  | 0  | 0  | 2  | 1  | 15 | -14 | 0   |
| 5     | Macedonia del Norte  | 2  | 0  | 0  | 2  | 0  | 14 | -14 | 0   |

## Segunda Fase de Clasificación o Ronda Élite
Esta fase consta de siete grupos.
Los ganadores de cada grupo avanzarán a la ronda final, junto al mejor segundo.
El sorteo se realizó el 23 de noviembre de 2018 en la sede de la UEFA, en Nyon, Suiza.

### Grupo 1
País anfitrión: Alemania
| Equipo          | Pts | PJ | PG | PE | PP | GF | GC | Dif |
| --------------- | --- | -- | -- | -- | -- | -- | -- | --- |
| Alemania        | 7   | 3  | 2  | 1  | 0  | 11 | 2  | +9  |
| República Checa | 6   | 3  | 2  | 0  | 1  | 4  | 5  | -1  |
| Austria         | 4   | 3  | 1  | 1  | 1  | 4  | 4  | 0   |
| Grecia          | 0   | 3  | 0  | 0  | 3  | 0  | 8  | -8  |

| 03 de abril de 2019, 12:00 | Alemania                                                   | 4:0 (2:0) | Grecia | Werner-Seelenbinder-Stadion, Luckenwalde, Alemania |                         |
|                            | - Nüsken 32' - Krumbiegel 43' - Fuso 65' - Chmielinski 75' | Reporte   |        | Árbitra: Shona Shukrula                            | Árbitra: Shona Shukrula |

| 03 de abril de 2019, 18:00 | República Checa                 | 2:0 (0:0) | Austria | Werner-Seelenbinder-Stadion, Luckenwalde, Alemania |                              |
|                            | - Stašková 68' - Pochmanová 88' | Reporte   |         | Árbitra: Marta Huerta De Aza                       | Árbitra: Marta Huerta De Aza |

| 06 de abril de 2019, 12:00 | Alemania                                                                    | 5:0 (1:0) | República Checa | Werner-Seelenbinder-Stadion, Luckenwalde, Alemania |                           |
|                            | - Nüsken 8' - Martinez 49', 86' - Krumbiegel 77' (pen.) - Müller 80' (pen.) | Reporte   |                 | Árbitra: Volha Tsiareshka                          | Árbitra: Volha Tsiareshka |

| 06 de abril de 2019, 18:00 | Austria                       | 2:0 (1:0) | Grecia | Werner-Seelenbinder-Stadion, Luckenwalde, Alemania |                              |
|                            | - Großgasteiger 44' - Mak 77' | Reporte   |        | Árbitra: Marta Huerta De Aza                       | Árbitra: Marta Huerta De Aza |

| 09 de abril de 2019, 12:00 | Austria                          | 2:2 (1:1) | Alemania                           | Waldstadion, Ludwigsfelde, Alemania |                           |
|                            | - Brunnthaler 28' - Plattner 61' | Reporte   | - 13' Krumbiegel - 65' Chmielinski | Árbitra: Volha Tsiareshka           | Árbitra: Volha Tsiareshka |

| 09 de abril de 2019, 12:00 | Grecia | 0:2 (0:1) | República Checa             | Werner-Seelenbinder-Stadion, Luckenwalde, Alemania |                         |
|                            |        | Reporte   | - 36' Pěčková - 76' Novotná | Árbitra: Shona Shukrula                            | Árbitra: Shona Shukrula |

### Grupo 2
País anfitrión: Bélgica
| Equipo    | Pts | PJ | PG | PE | PP | GF | GC | Dif |
| --------- | --- | -- | -- | -- | -- | -- | -- | --- |
| Bélgica   | 5   | 3  | 1  | 2  | 0  | 5  | 3  | +2  |
| Finlandia | 5   | 3  | 1  | 2  | 0  | 4  | 3  | +1  |
| Suiza     | 4   | 3  | 1  | 1  | 1  | 4  | 5  | -1  |
| Polonia   | 1   | 3  | 0  | 1  | 2  | 3  | 5  | -2  |

| 03 de abril de 2019, 07:00 | Bélgica                    | 2:0 (1:0) | Suiza | National Training Centre, Tubize, Bélgica |                              |
|                            | - Janssens 26' - Petry 65' | Reporte   |       | Árbitra: Elvira Nurmustafina              | Árbitra: Elvira Nurmustafina |

| 03 de abril de 2019, 13:00 | Finlandia      | 1:0 (0:0) | Polonia | National Training Centre, Tubize, Bélgica |                             |
|                            | - Leskinen 79' | Reporte   |         | Árbitra: Lizzy Van Der Helm               | Árbitra: Lizzy Van Der Helm |

| 06 de abril de 2019, 07:00 | Finlandia      | 1:1 (0:0) | Bélgica       | National Training Centre, Tubize, Bélgica |                          |
|                            | - Tuominen 67' | Reporte   | - 90+1' Petry | Árbitra: Angelika Soeder                  | Árbitra: Angelika Soeder |

| 06 de abril de 2019, 13:00 | Suiza                 | 2:1 (1:1) | Polonia     | National Training Centre, Tubize, Bélgica |                              |
|                            | - Zaugg 45' - Gut 50' | Reporte   | - 36' Tylak | Árbitra: Elvira Nurmustafina              | Árbitra: Elvira Nurmustafina |

| 09 de abril de 2019, 07:00 | Suiza                              | 2:2 (1:1) | Finlandia                | Leburton, Tubize, Bélgica |                          |
|                            | - Ojanen 11' (a.g.) - Fölmli 90+2' | Reporte   | - 14' Siren - 89' Tulkki | Árbitra: Angelika Soeder  | Árbitra: Angelika Soeder |

| 09 de abril de 2019, 07:00 | Polonia                     | 2:2 (1:1) | Bélgica                     | National Training Centre, Tubize, Bélgica |                             |
|                            | - Wójcik 7' - Jedlińska 65' | Reporte   | - 12' Petry - 90+1' Buabadi | Árbitra: Lizzy Van Der Helm               | Árbitra: Lizzy Van Der Helm |

### Grupo 3
País anfitrión: Países Bajos
| Equipo       | Pts | PJ | PG | PE | PP | GF | GC | Dif |
| ------------ | --- | -- | -- | -- | -- | -- | -- | --- |
| Países Bajos | 9   | 3  | 3  | 0  | 0  | 9  | 1  | +8  |
| Islandia     | 4   | 3  | 1  | 1  | 1  | 9  | 4  | +5  |
| Rusia        | 4   | 3  | 1  | 1  | 1  | 3  | 3  | 0   |
| Bulgaria     | 0   | 3  | 0  | 0  | 3  | 0  | 13 | -13 |

| 3 de abril de 2019, 15:00 | Rusia                 | 2:2 (1:1) | Islandia                                | Sportpark Parkzicht, Uden, Países Bajos |                       |
|                           | - Dergousova 14', 62' | Reporte   | - 40' Thórdardóttir - 67' Ragnarsdóttir | Árbitra: Ewa Augustyn                   | Árbitra: Ewa Augustyn |

| 3 de abril de 2019, 19:00 | Países Bajos                                                                                  | 6:0 (6:0) | Bulgaria | Sportpark Zuid, Groesbeek, Países Bajos |                          |
|                           | - Casparij 10' - Leuchter 11', 17' - van de Westeringh 28' - Smits 34' - Iliycheva 37' (a.g.) | Reporte   |          | Árbitra: Henrikke Nervik                | Árbitra: Henrikke Nervik |

| 6 de abril de 2019, 12:00 | Islandia | 6:0 (2:0) | Bulgaria | Sportpark Zuid, Groesbeek, Países Bajos |                       |
|                           | - Eiríksdóttir 32', 71' - Jóhannsdóttir 36' - Vilhjálmsdóttir 54' - Hálfdánardóttir 85' - Baldursdóttir 88' | Reporte   |          | Árbitra: Ewa Augustyn                   | Árbitra: Ewa Augustyn |

| 6 de abril de 2019, 16:00 | Países Bajos           | 1:0 (1:0) | Rusia | Sportpark Parkzicht, Uden, Países Bajos |                        |
|                           | - van de Westeringh 3' | Reporte   |       | Árbitra: Maria Marotta                  | Árbitra: Maria Marotta |

| 9 de abril de 2019, 19:00 | Islandia                   | 1:2 (0:1) | Países Bajos                           | Sportpark Parkzicht , Uden, Países Bajos |                        |
|                           | - Jóhannsdóttir 48' (pen.) | Reporte   | - 20' van de Westeringh - 87' Baijings | Árbitra: Maria Marotta                   | Árbitra: Maria Marotta |

| 9 de abril de 2019, 19:00 | Bulgaria | 0:1 (0:1) | Rusia          | Sportpark Zuid, Groesbeek, Países Bajos |                          |
|                           |          | Reporte   | - 30' Organova | Árbitra: Henrikke Nervik                | Árbitra: Henrikke Nervik |

### Grupo 4
País anfitrión: España
| Equipo  | Pts | PJ | PG | PE | PP | GF | GC | Dif |
| ------- | --- | -- | -- | -- | -- | -- | -- | --- |
| España  | 9   | 3  | 3  | 0  | 0  | 12 | 0  | +12 |
| Irlanda | 6   | 3  | 2  | 0  | 1  | 8  | 3  | +5  |
| Hungría | 1   | 3  | 0  | 1  | 2  | 1  | 7  | -6  |
| Serbia  | 1   | 3  | 0  | 1  | 2  | 1  | 12 | -11 |

| 3 de abril de 2019, 07:00 | Hungría | 0:4 (0:2) | Irlanda                                                   | Campo municipal de A Lomba, Villagarcía de Arosa, España |                               |
|                           |         | Reporte   | - 31' (pen.), 68' Payne - 37' (a.g.) Farkas - 90' McManus | Árbitra: Graziella Pirriatore                            | Árbitra: Graziella Pirriatore |

| 3 de abril de 2019, 12:30 | España             | 2:0 (2:0) | Serbia | San Lázaro, Santiago de Compostela, España |                             |
|                           | - Navarro 35', 41' | Reporte   |        | Árbitra: Anastasia Romanyuk                | Árbitra: Anastasia Romanyuk |

| 6 de abril de 2019, 07:00 | Irlanda                                     | 4:0 (1:0) | Serbia | Campo municipal de A Lomba, Villagarcía de Arosa, España |                               |
|                           | - Ruddy 21' - Brady 58', 90+2' - Mackey 83' | Reporte   |        | Árbitra: Graziella Pirriatore                            | Árbitra: Graziella Pirriatore |

| 6 de abril de 2019, 12:30 | España                                                        | 7:0 (4:0) | Hungría | San Lázaro, Santiago de Compostela, España |                        |
|                           | - Rubio 6', 9' - Pina 13' (pen.), 16', 64', 68' - Carmona 88' | Reporte   |         | Árbitra: Tess Olofsson                     | Árbitra: Tess Olofsson |

| 9 de abril de 2019, 12:30 | Irlanda | 0:3 (0:2) | España                                | San Lázaro, Santiago de Compostela, España |                        |
|                           |         | Reporte   | - 27', 30' Pina - 48' (a.g.) Slattery | Árbitra: Tess Olofsson                     | Árbitra: Tess Olofsson |

| 9 de abril de 2019, 12:30 | Serbia          | 1:1 (1:0) | Hungría       | Campo municipal de A Lomba, Villagarcía de Arosa, España |                             |
|                           | - Bulatović 30' | Reporte   | - 83' Pusztai | Árbitra: Anastasia Romanyuk                              | Árbitra: Anastasia Romanyuk |

### Grupo 5
País anfitrión: Noruega
| Equipo            | Pts | PJ | PG | PE | PP | GF | GC | Dif |
| ----------------- | --- | -- | -- | -- | -- | -- | -- | --- |
| Noruega           | 9   | 3  | 3  | 0  | 0  | 12 | 2  | +10 |
| Dinamarca         | 6   | 3  | 2  | 0  | 1  | 9  | 4  | +5  |
| Ucrania           | 3   | 3  | 1  | 0  | 2  | 5  | 15 | -10 |
| Irlanda del Norte | 0   | 3  | 0  | 0  | 3  | 4  | 9  | -5  |

| 3 de abril de 2019, 07:00 | Ucrania | 0:6 (0:4) | Dinamarca                                                                       | Aka Arena, Hønefoss, Noruega |                           |
|                           |         | Reporte   | - 9' Hashemi - 17' Snerle - 19' (a.g.) Bilokur - 35', 48' Thomsen - 88' Dissing | Árbitra: Hristiana Guteva    | Árbitra: Hristiana Guteva |

| 3 de abril de 2019, 12:00 | Noruega                      | 2:1 (1:0) | Irlanda del Norte | Aka Arena, Hønefoss, Noruega |                             |
|                           | - Haugland 37' - Røsholm 49' | Reporte   | - 78' Collighan   | Árbitra: Araksya Saribekyan  | Árbitra: Araksya Saribekyan |

| 6 de abril de 2019, 07:00 | Dinamarca                               | 3:1 (1:0) | Irlanda del Norte | Aka Arena, Hønefoss, Noruega |                           |
|                           | - Hashemi 9' - Hasbo 66' - Pedersen 82' | Reporte   | - 73' Mcdaniel    | Árbitra: Hristiana Guteva    | Árbitra: Hristiana Guteva |

| 6 de abril de 2019, 12:00 | Noruega                                                                       | 7:1 (4:0) | Ucrania       | Aka Arena, Hønefoss, Noruega |                           |
|                           | - Olsen 8', 21', 42', 80' - Koleshchuk 44' (a.g) - Ildhusøy 61' - Sørum 90+2' | Reporte   | - 76' Kozlova | Árbitra: Ivana Projkovska    | Árbitra: Ivana Projkovska |

| 9 de abril de 2019, 11:00 | Dinamarca | 0:3 (0:1) | Noruega                                      | Jessheim Stadion, Jessheim, Noruega |                           |
|                           |           | Reporte   | - 18' Olsen - 52' Tvedten - 61' (pen.) Sunde | Árbitra: Ivana Projkovska           | Árbitra: Ivana Projkovska |

| 9 de abril de 2019, 11:00 | Irlanda del Norte              | 2:4 (1:0) | Ucrania                                | Aka Arena, Hønefoss, Noruega |                             |
|                           | - Mcdaniel 10' - Collighan 54' | Reporte   | - 47', 90+3' Kunina - 58', 88' Kozlova | Árbitra: Araksya Saribekyan  | Árbitra: Araksya Saribekyan |

### Grupo 6
País anfitrión: Inglaterra
| Equipo     | Pts | PJ | PG | PE | PP | GF | GC | Dif |
| ---------- | --- | -- | -- | -- | -- | -- | -- | --- |
| Inglaterra | 9   | 3  | 3  | 0  | 0  | 13 | 0  | +13 |
| Italia     | 6   | 3  | 2  | 0  | 1  | 2  | 2  | 0   |
| Suecia     | 3   | 3  | 1  | 0  | 2  | 3  | 5  | -2  |
| Turquía    | 0   | 3  | 0  | 0  | 3  | 0  | 11 | -11 |

| 3 de abril de 2019, 08:00 | Inglaterra                                                         | 7:0 (5:0) | Turquía | St. George's Park Stadium, Burton upon Trent, Inglaterra |                          |
|                           | - Salmon 25', 39' - Fitzgerald 33', 36' - Syme 41', 70' - Hemp 81' | Reporte   |         | Árbitra: Karoline Wacker                                 | Árbitra: Karoline Wacker |

| 3 de abril de 2019, 11:00 | Suecia | 0:1 (0:0) | Italia      | St. George's Park Stadium, Burton upon Trent, Inglaterra |                           |
|                           |        | Reporte   | - 74' Baldi | Árbitra: Zuzana Valentová                                | Árbitra: Zuzana Valentová |

| 6 de abril de 2019, 08:00 | Inglaterra                                  | 4:0 (4:0) | Suecia | St. George's Park Stadium-4, Burton upon Trent, Inglaterra |                          |
|                           | - Naz 3', 33' - Rutherford 23' - Palmer 36' | Reporte   |        | Árbitra: Silvia Domingos                                   | Árbitra: Silvia Domingos |

| 6 de abril de 2019, 11:00 | Italia         | 1:0 (1:0) | Turquía | St. George's Park Stadium-4, Burton upon Trent, Inglaterra |                           |
|                           | - Bragonzi 22' | Reporte   |         | Árbitra: Zuzana Valentová                                  | Árbitra: Zuzana Valentová |

| 9 de abril de 2019, 08:00 | Italia | 0:2 (0:2) | Inglaterra         | St. George's Park Stadium, Burton upon Trent, Inglaterra |                          |
|                           |        | Reporte   | - 3' Naz - 9' Hemp | Árbitra: Silvia Domingos                                 | Árbitra: Silvia Domingos |

| 9 de abril de 2019, 08:00 | Turquía | 0:3 (0:2) | Suecia                         | St. George's Park Stadium-4, Burton upon Trent, Inglaterra |                          |
|                           |         | Reporte   | - 2', 10' Kapocs - 86' Nyström | Árbitra: Karoline Wacker                                   | Árbitra: Karoline Wacker |

### Grupo 7
País anfitrión: Francia
| Equipo     | Pts | PJ | PG | PE | PP | GF | GC | Dif |
| ---------- | --- | -- | -- | -- | -- | -- | -- | --- |
| Francia    | 7   | 3  | 2  | 1  | 0  | 12 | 0  | +12 |
| Eslovenia  | 7   | 3  | 2  | 1  | 0  | 6  | 1  | +5  |
| Portugal   | 3   | 3  | 1  | 0  | 2  | 4  | 9  | -5  |
| Eslovaquia | 0   | 3  | 0  | 0  | 3  | 0  | 12 | -12 |

| 3 de abril de 2019, 09:00 | Eslovaquia | 0:3 (0:0) | Eslovenia                                         | Stade Saint Martin, Biarritz, Francia |                        |
|                           |            | Reporte   | - 81' (pen.) Korošec - 85' Milovič - 90' Vindišar | Árbitra: Frida Nielsen                | Árbitra: Frida Nielsen |

| 3 de abril de 2019, 11:00 | Francia                                                                   | 6:0 (3:0) | Portugal | Stade Saint Jean, Anglet, Francia |                        |
|                           | - Malard 26', 35' - Bussy 45+2' - Lakrar 52' - Roux 84' - Baltimore 90+3' | Reporte   |          | Árbitra: Vera Opeykina            | Árbitra: Vera Opeykina |

| 6 de abril de 2019, 09:00 | Eslovenia                               | 3:1 (2:1) | Portugal                | Stade Didier Deschamps, Bayona, Francia |                        |
|                           | - Pintarič 23' - Mori 37' - Korošec 62' | Reporte   | - 44' (pen.) Encarnação | Árbitra: Frida Nielsen                  | Árbitra: Frida Nielsen |

| 6 de abril de 2019, 11:00 | Francia                                                                                | 6:0 (5:0) | Eslovaquia | Stade Saint Martin, Biarritz, Francia |                        |
|                           | - Saint Georges 16' (pen.) - Martinez 23' - Delabre 26' - Cardia 32', 37' - Malard 73' | Reporte   |            | Árbitra: Rebecca Welch                | Árbitra: Rebecca Welch |

| 9 de abril de 2019, 12:45 | Eslovenia | 0:0     | Francia | Stade Kechiloa, Saint-Jean-de-Luz, Francia |                        |
|                           |           | Reporte |         | Árbitra: Rebecca Welch                     | Árbitra: Rebecca Welch |

| 9 de abril de 2019, 12:45 | Portugal                                          | 3:0 (1:0) | Eslovaquia | Stade Saint Jean, Anglet, Francia |                        |
|                           | - Martins 10' (pen.) - Encarnação 45' - Faria 77' | Reporte   |            | Árbitra: Vera Opeykina            | Árbitra: Vera Opeykina |